# Orithyia sinica
Orithyia sinica, đôi khi gọi là cua hổ, cua mặt hổ hay cua đầu hổ Trung Quốc (中華虎頭蟹), là một loài cua "rất bất thường", với các đặc trưng của nó đảm bảo cho việc chia tách nó ra thành chi, họ và thậm chí là cả liên họ tách biệt, dù trước đây từng được gộp trong liên họ Dorippoidea hay Leucosioidea. Chẳng hạn, ấu trùng của nó không giống như ấu trùng của bất kỳ loài cua nào khác.

## Miêu tả
O. sinica là loài cua rất khác biệt, với các vằn trên các cẳng và càng, cũng như các đốm hình mắt trên mai; bụng cua cái hẹp bất thường làm cho các lỗ sinh dục thòi ra. Các cẳng dẹp ở phần tận cùng, và đó là sự thích nghi với cuộc sống đào bới, chứ không phải là bơi.

## Phân bố và đánh bắt
O. sinica được tìm thấy dọc theo đường bờ biển của châu Á đại lục, từ Nam Triều Tiên tới Hồng Kông, nhưng không thấy ven biển các đảo cận kề, như Đài Loan, quần đảo Lưu Cầu và Nhật Bản, mặc dù vùng biển này không sâu và ấu trùng loài cua này là phiêu sinh. Trong phạm vi sinh sống của mình, O. sinica được đánh bắt ở quy mô nhỏ và có giá cao.

## Từ nguyên
Tên gọi Orithyia (Orithuja) là lấy theo tên Orithyia, con gái của vua xứ Athena là Erechtheus trong thần thoại Hy Lạp.